# Bulbophyllum rufinum
Bulbophyllum rufinum är en orkidéart som beskrevs av Heinrich Gustav Reichenbach. Bulbophyllum rufinum ingår i släktet Bulbophyllum och familjen orkidéer. Inga underarter finns listade i Catalogue of Life.

## Bildgalleri

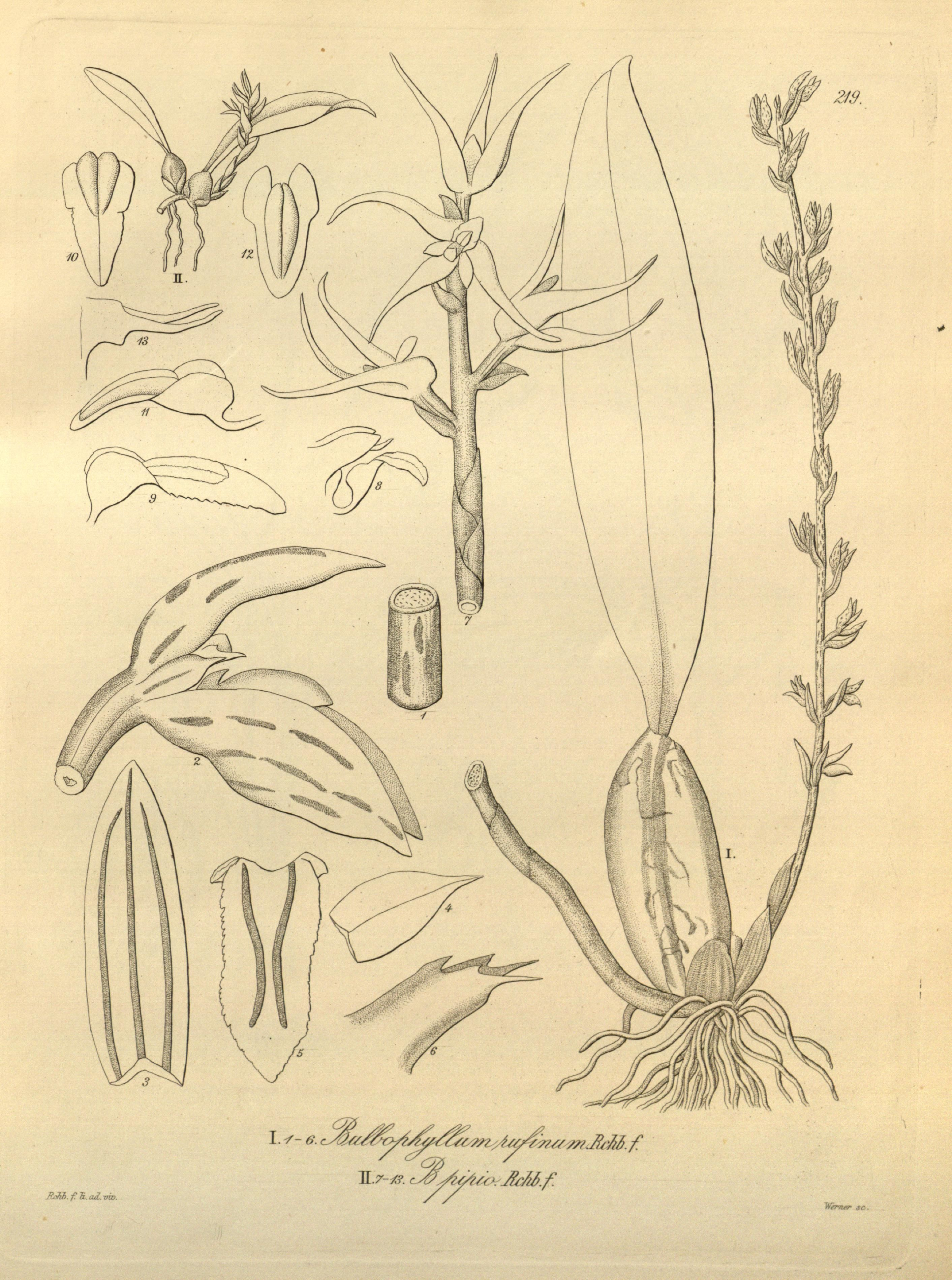